# استان جولا جنوبی
استان جولّا جنوبی (به انگلیسی: Jeollanam-do) یکی از ۹ استان کشور کره‌جنوبی است.